# Hero and the Terror
Hero and the Terror is een Amerikaanse actie-misdaadfilm uit 1988, geregisseerd door William Tannen met Chuck Norris in de hoofdrol. De film is gebaseerd op de gelijknamige roman van Michael Blodgett uit 1982.

## Verhaal
Rechercheur Danny O'Brien spoorde seriemoordenaar Simon Moon ("The Terror") op in een ondergrondse schuilplaats. Hij had zijn schuilplaats gedrapeerd met de gedeeltelijk gestripte lijken van zijn vrouwelijke slachtoffers die waren omgekomen door een gebroken nek. O'Brian werd dit lot alleen bespaard door een ongeluk op de maan. Moon werd gearresteerd en in een gesloten inrichting geplaatst en O'Brian wordt sindsdien "Hero" genoemd. Drie jaar later was Moon in staat om zichzelf te bevrijden door een getralied raam en met een voertuig door het hek van de gevangenis te breken. Het voertuig botst in zee, maar een lichaam wordt niet gevonden.
Een jonge vrouw verdwijnt in een gerestaureerd theater en een dag later wordt het lichaam van een actrice gevonden. Om copycat-overtreders zoals drie jaar geleden te vermijden, laat de burgemeester O'Brian op een persconferentie ontkennen dat het lijk de kenmerken van Moon draagt. In ruil daarvoor eist O'Brian dat er een politieagent in het theater wordt geplaatst. Maar deze, een vriend van O'Brian wordt ook vermoord. Politierechercheurs kammen het theater tevergeefs uit voordat O'Brian de schuilplaats van de moordenaar vindt vanuit een verborgen gang na het bestuderen van de plattegrond. In een duel op het dak van het theater kan hij hem door een dakraam duwen.

## Rolverdeling
| Acteur           | Personage                 |
| ---------------- | ------------------------- |
| Chuck Norris     | Rechercheur Danny O'Brien |
| Brynn Thayer     | Kay                       |
| Steve James      | Robinson                  |
| Jack O'Halloran  | Simon Moon                |
| Jeffrey Kramer   | Dwight                    |
| Ron O'Neal       | Mayor                     |
| Murphy Dunne     | Theater Manager           |
| Heather Blodgett | Betsy                     |
| Tony DiBenedetto | Dobeny                    |
| Billy Drago      | Dr. Highwater             |